# Recordes olímpicos do tiro
Esta lista reúne os recordes olímpicos do tiro esportivo, atualizados até os Jogos Olímpicos de Verão de 2008.

## Recordes masculinos
| Evento                           | Escore | Escore | Nome                                                  | País                                       | Jogos                    | Data                                                         |
| -------------------------------- | ------ | ------ | ----------------------------------------------------- | ------------------------------------------ | ------------------------ | ------------------------------------------------------------ |
| Carabina três posições 50 metros | Qual.  | 1180   | Niccolò Campriani                                     | ITA Itália                                 | Londres 2012             | 6 de agosto de 2012                                          |
| Carabina três posições 50 metros | Final  | 1287.5 | Niccolò Campriani                                     | ITA Itália                                 | Londres 2012             | 6 de agosto de 2012                                          |
| Carabina deitado 50 metros       | Qual.  | 600    | Christian Klees                                       | GER Alemanha                               | Atlanta 1996             | 25 de julho                                                  |
| Carabina deitado 50 metros       | Final  | 705.5  | Sergei Martynov                                       | BLR Bielorrússia                           | Londres 2012             | 3 de agosto de 2012                                          |
| Carabina de ar 10 metros         | Qual.  | 599    | Zhu Qinan                                             | CHN China                                  | Atenas 2004              | 16 de agosto                                                 |
| Carabina de ar 10 metros         | Final  | 702.7  | Zhu Qinan                                             | CHN China                                  | Atenas 2004              | 16 de agosto                                                 |
| Pistola 50 metros                | Qual.  | 581    | Aleksandr Melentiev                                   | URS União Soviética                        | Moscou 1980              | 20 de julho                                                  |
| Pistola 50 metros                | Final  | 666.4  | Boris Kokorev                                         | RUS Rússia                                 | Atlanta 1996             | 23 de julho                                                  |
| Pistola tiro rápido 25 metros    | Qual.  | 592    | Alexei Klimov                                         | RUS Rússia                                 | Pequim 2012              | 3 de agosto de 2012                                          |
| Pistola tiro rápido 25 metros    | Final  | 34     | Leuris Pupo                                           | CUB Cuba                                   | Londres 2012             | 3 de agosto de 2012                                          |
| Pistola de ar 10 metros          | Qual.  | 591    | Mikhail Nestruyev                                     | RUS Rússia                                 | Atenas 2004              | 14 de agosto                                                 |
| Pistola de ar 10 metros          | Final  | 690.0  | Wang Yifu                                             | CHN China                                  | Atenas 2004              | 14 de agosto                                                 |
| Fossa olímpica                   | Qual.  | 125    | Michael Diamond                                       | AUS Austrália                              | Londres 2012             | 6 de agosto de 2012                                          |
| Fossa olímpica                   | Final  | 146    | David Kostelecký Giovanni Cernogoraz Massimo Fabbrizi | CZE República Checa CRO Croácia ITA Itália | Pequim 2008 Londres 2012 | 10 de agosto de 2008 6 de agosto de 2012 6 de agosto de 2012 |
| Fossa olímpica dublê             | Qual.  | 145    | Walton Eller                                          | USA Estados Unidos                         | Pequim 2008              | 12 de agosto                                                 |
| Fossa olímpica dublê             | Final  | 190    | Walton Eller                                          | USA Estados Unidos                         | Pequim 2008              | 12 de agosto                                                 |
| Skeet                            | Qual.  | 121    | Vincent Hancock                                       | USA Estados Unidos                         | Pequim 2008              | 16 de agosto                                                 |
| Skeet                            | Final  | 145    | Vincent Hancock                                       | USA Estados Unidos                         | Pequim 2008              | 16 de agosto                                                 |
| Skeet                            | Final  | 145    | Tore Brovold                                          | NOR Noruega                                | Pequim 2008              | 16 de agosto                                                 |

## Recordes femininos
| Evento                           | Escore | Escore | Nome               | País               | Jogos        | Data                |
| -------------------------------- | ------ | ------ | ------------------ | ------------------ | ------------ | ------------------- |
| Carabina três posições 50 metros | Qual.  | 592    | Jamie Lynn Gray    | USA Estados Unidos | Londres 2012 | 4 de agosto de 2012 |
| Carabina três posições 50 metros | Final  | 691.9  | Jamie Lynn Gray    | USA Estados Unidos | Londres 2012 | 4 de agosto de 2012 |
| Carabina de ar 10 metros         | Qual.  | 420.7  | Du Li              | CHN China          | Rio 2016     | 6 de agosto de 2016 |
| Carabina de ar 10 metros         | Final  | 624.3  | Virginia Thrasher  | USA Estados Unidos | Rio 2016     | 6 de agosto de 2016 |
| Pistola 25 metros                | Qual.  | 590    | Tao Luna           | MGL Mongólia       | Sydney 2000  | 22 de setembro      |
| Pistola 25 metros                | Qual.  | 590    | Otryadyn Gündegmaa | CHN China          | Pequim 2008  | 13 de agosto        |
| Pistola 25 metros                | Final  | 793.4  | Chen Ying          | CHN China          | Pequim 2008  | 13 de agosto        |
| Pistola de ar 10 metros          | Qual.  | 391    | Natalia Paderina   | RUS Rússia         | Pequim 2008  | 10 de agosto        |
| Pistola de ar 10 metros          | Final  | 492.3  | Guo Wenjun         | CHN China          | Pequim 2008  | 10 de agosto        |
| Fossa olímpica                   | Qual.  | 75     | Jessica Rossi      | ITA Itália         | Londres 2012 | 4 de agosto de 2012 |
| Fossa olímpica                   | Final  | 99     | Jessica Rossi      | ITA Itália         | Londres 2012 | 4 de agosto de 2012 |
| Skeet                            | Qual.  | 74     | Kim Rhode          | USA Estados Unidos | Londres 2012 | 29 de julho de 2012 |
| Skeet                            | Final  | 93     | Kim Rhode          | USA Estados Unidos | Londres 2012 | 29 de julho de 2012 |